# Ingela Strandberg
 Åsa Ingela Bernice Strandberg, född Nilsson 26 februari 1944 i Grimetons församling i Hallands län, är en svensk poet, författare, dramatiker, översättare, journalist och musiker.

## Biografi
Strandberg är född och uppvuxen i Halland, där hon fortfarande bor med sin familj. Hon började arbeta som reporter på Hallands Nyheter som 18-åring, och är utbildad journalist.

## Författarskap
Strandberg tar i sina böcker ofta moraliskt utpekade personer i försvar. Dessa kan vara gravida flickor, omaka par, skabbiga rävar eller andra. Hon utsätter ofta sina kvinnliga rollfigurer för svåra prövningar, som i Genom brunnarna till havet (1987) och Blank päls och starka tassar (TV-drama 1993, roman 1995).
I flera av hennes diktsamlingar – inklusive Blues för snöigt landskap (1994), Lyssnaren (1997) och Lilla svarta hjärta (1999) – är naturen ett viktigt tema. Andra berörda ämnen och teman är ensamhet (Bäste herr Thoreau, 2008) och barndomsminnen (En för att stanna, en för att gå, 2011). Frihetslängtan är central i Att snara en fågel (2018). Temat för  samlingen Nattmannen (2020) är den föraktade och fruktade nattmannen eller rackaren som står för mörker, fara och död, inre och yttre. Miljön med landsbygdens natur, lantbruk, djur och ödsliga busskurer igenkänns och återfinns som i tidigare diktsamlingar. I Ingenstans mitt segel (2022) återvänder författaren till sin barndoms landskap där de åldrade ladorna pockar på minnenas tillvaratagande. Fadern, modern och djuren, de betydelsefulla korna likväl som de lägsta byrackorna får en mening i återblickens ljus. När jag var snö (2024) inleds med sorgen över en död katt. Andra djur som hanteras och domineras av människans makt och grymhet återkommer också i verket. ”Det är en bok om döden men också om hur gärna vi vill leva”, har Strandberg sagt i en intervju.
I motiveringen till Werner Aspenström-priset 2017 beskrevs Strandberg som ”föränderlighetens poet – få har som hon skrivit om den inre oro vars ständiga flyktsignaler fyller gårdsplanen med vägskäl”. Hon kan enligt akademiledamoten Göran Malmqvist uppfattas som en sentida romantiker. Hennes engelske översättare Scott Minar ser släktskap med Paul Celans poesi.
Strandberg har tilldelats ett flertal priser för sitt författarskap, däribland Karlfeldtpriset och Gustaf Fröding-sällskapets lyrikpris, (2022) Svenska Akademiens nordiska pris (2024). samt Samfundet De Nios stora pris 2025

## Priser och utmärkelser
- 1986 – Dan Andersson-priset
- 1987 – Landsbygdens författarstipendium
- 2008 – Hallandsakademiens kulturpris
- 2009 – Doblougska priset
- 2011 – Hallands Nyheters kulturstipendium
- 2014 – Bellmanpriset
- 2017 – Werner Aspenström-priset
- 2019 – De Nios Vinterpris[20]
- 2022 – Gustaf Fröding-sällskapets lyrikpris
- 2022 – Karlfeldtpriset
- 2023 – Sveriges Radios lyrikpris[21]
- 2024 – Svenska Akademiens nordiska pris[18]
- 2025 - Samfundet De Nios stora pris[19]